# عصابات لندن (لعبة فيديو)
عصابات لندن، هي لعبة فيديو بريطانية من نوع أكشن ومطاردات، تم تطويرها من قبل ستوديو لندن، ونشرها سوني كمبيوتر إنترتنمنت، والتي تعمل حصرياً لمنصة بلاي ستيشن بورتبل، صدرت اللعبة في الأسواق سنة 2006.